# Horní Metelsko
Horní Metelsko je malá vesnice, část města Horšovský Týn v okrese Domažlice v Plzeňském kraji. Nachází se pět kilometrů severozápadně od Horšovského Týna. Je zde evidováno 20 adres. V roce 2011 zde trvale žilo 50 obyvatel.
Horní Metelsko je také název katastrálního území o rozloze 3,94 km².

## Historie
První písemná zmínka o vesnici pochází z roku 1115.

## Obyvatelstvo
| Rok            | 1869 | 1880 | 1890 | 1900 | 1910 | 1921 | 1930 | 1950 | 1961 | 1970 | 1980 | 1991 | 2001 | 2011 | 2021 |
| -------------- | ---- | ---- | ---- | ---- | ---- | ---- | ---- | ---- | ---- | ---- | ---- | ---- | ---- | ---- | ---- |
| Počet obyvatel | 125  | 122  | 114  | 102  | 129  | 139  | 108  | 78   | 62   | 64   | 66   | 45   | 46   | 50   | 41   |
| Počet domů     | 20   | 22   | 22   | 22   | 22   | 22   | 23   | 25   | 25   | 18   | 17   | 16   | 16   | 16   | 19   |

## Obecní správa
Při sčítání lidu v letech 1850–1959 Horní Metelsko bylo samostatnou obcí v okrese Horšovský Týn (v letech 1850–1910 Horšův Týn). V letech 1961–1969 bylo částí obce Dolní Metelsko v okrese Domažlice. Od 1. května 1969 je částí města Horšovský Týn v okrese Domažlice. V letech 1850–1920 k obci patřilo Dolní Metelsko.

## Další fotografie

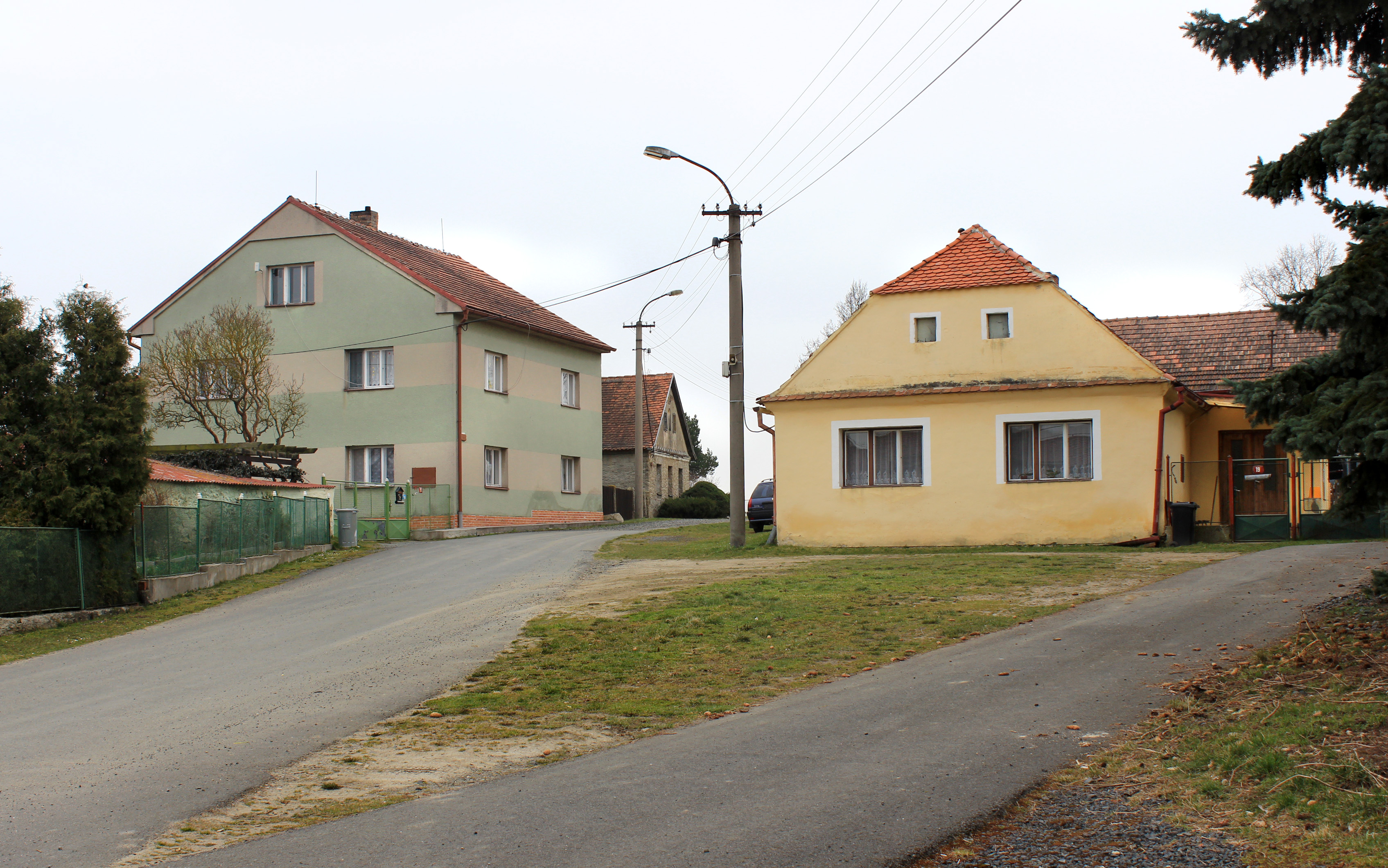
Malá postranní náves
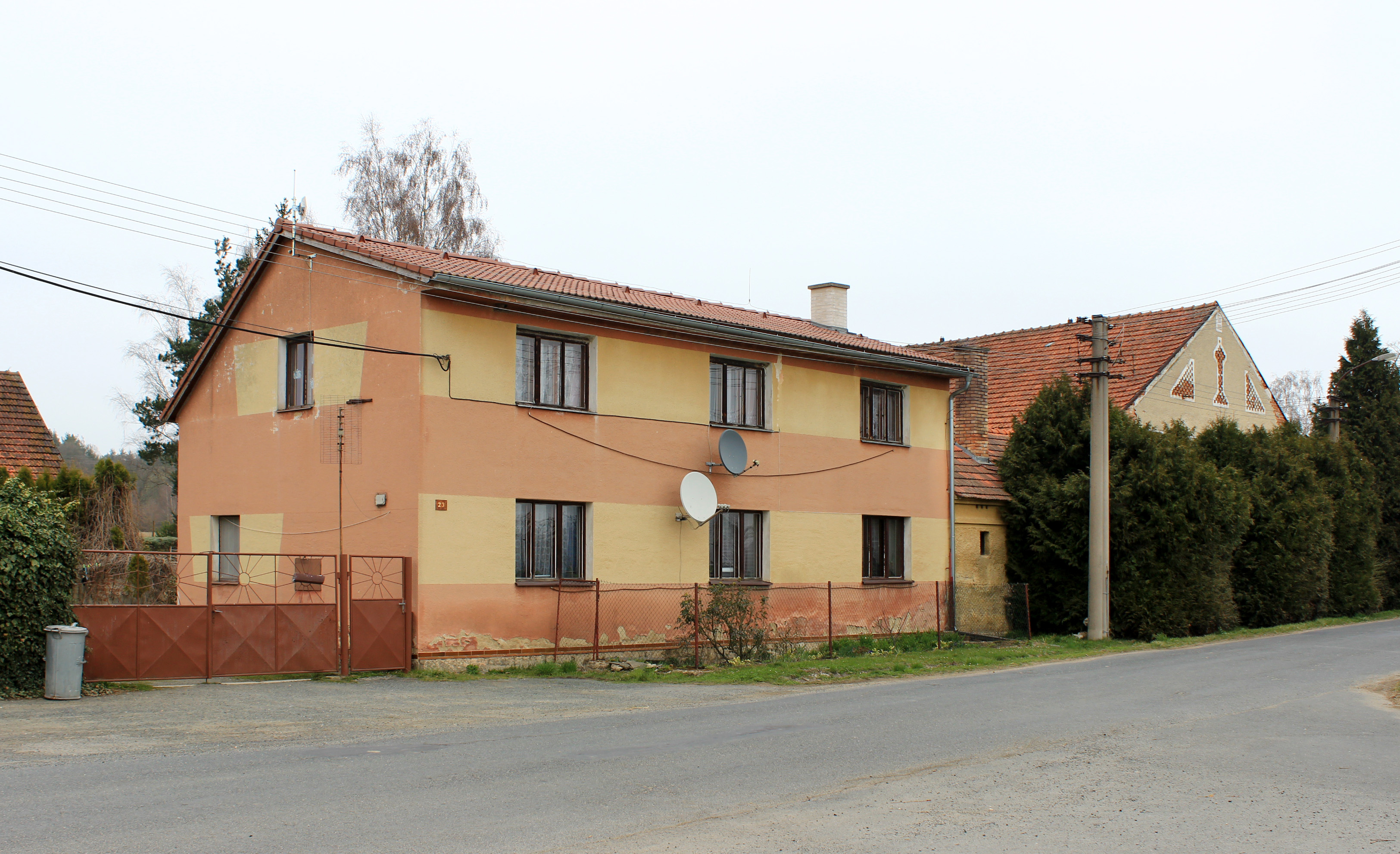
Dům čp. 23
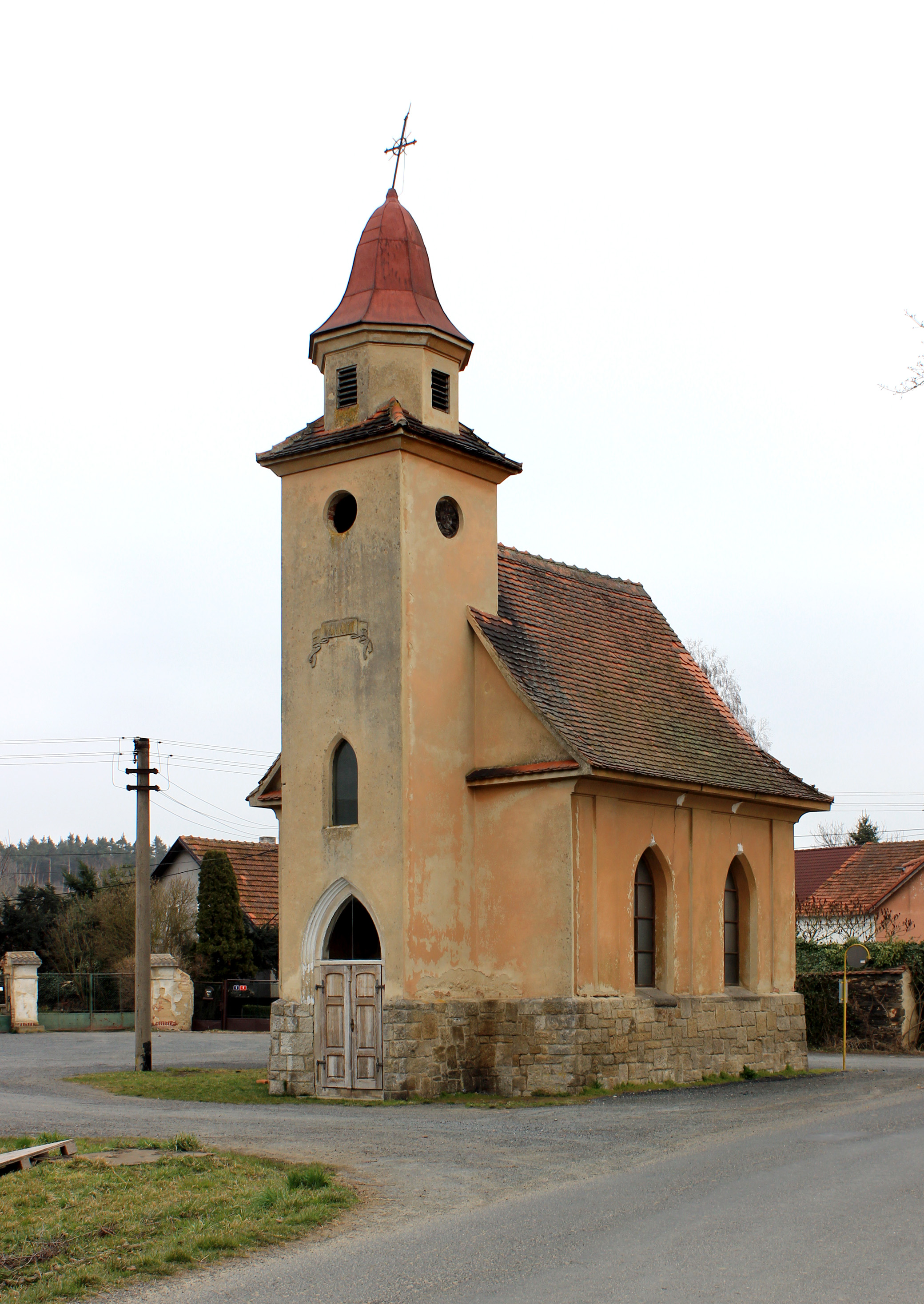
Kaple na návsi